# Água doce

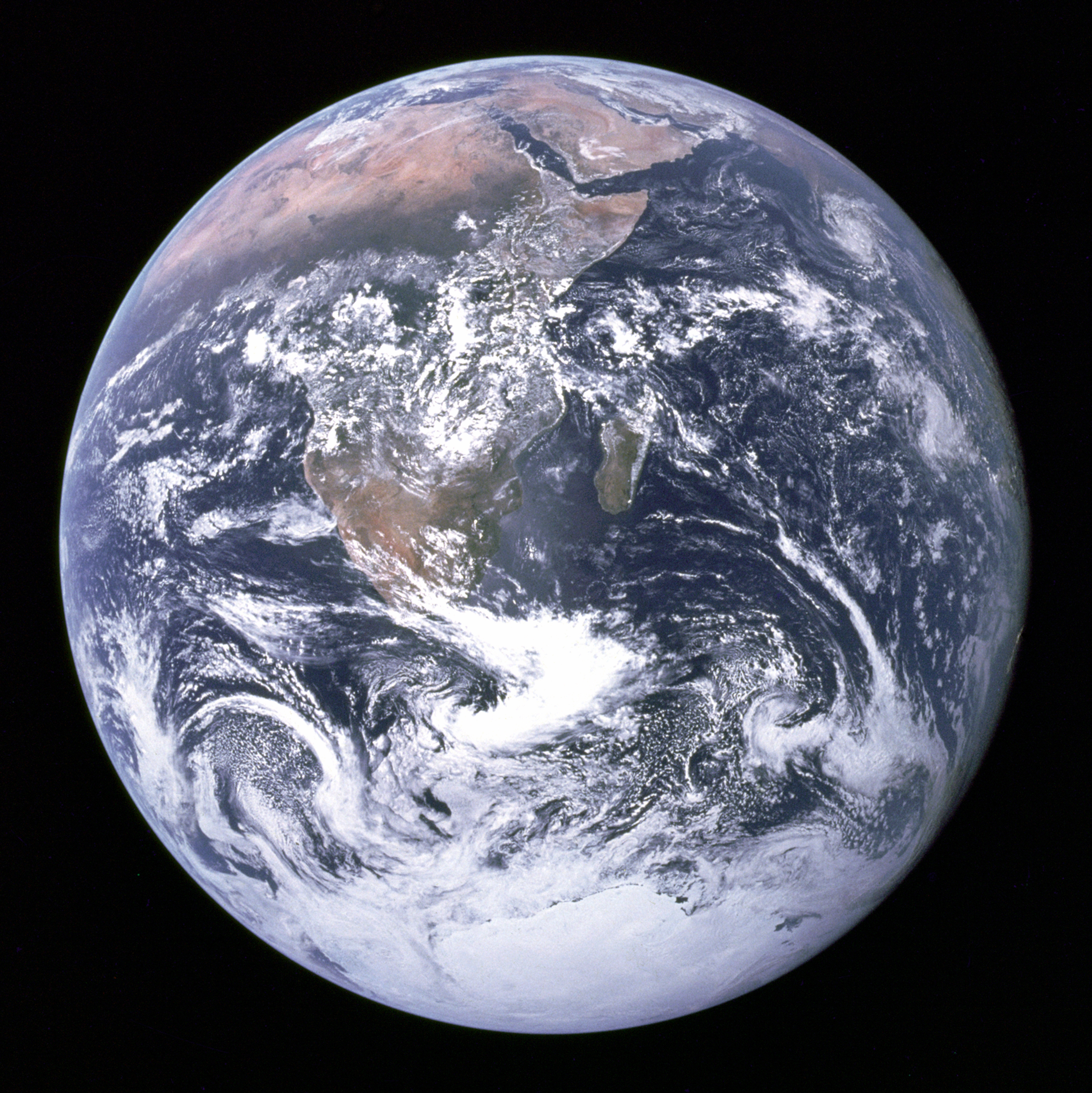
Terra vista da Apollo 17. A camada de gelo da Antártida na base da foto contém 61% da água doce ou 1,7% de toda a água da Terra.

Água doce é qualquer líquido natural ou água congelada contendo baixas concentrações de sais dissolvidos e outros sólidos totais dissolvidos. Embora o termo exclua especificamente a água do mar e a água salobra, inclui águas não salgadas ricas em minerais. A água doce pode abranger água congelada e derretida em lençóis de gelo, calotas polares, geleiras, campos de neve e icebergs, precipitações naturais como precipitação, queda de neve, granizo e graupel, e escoamentos superficiais que formam corpos d'água interiores, como pântanos, lagoas, lagos, rios, córregos, bem como águas subterrâneas contidas em aquíferos, rios e lagos subterrâneos. A água doce é o recurso hídrico de maior e mais imediato uso para os seres humanos.
A água é fundamental para a sobrevivência de todos os organismos vivos. Muitos organismos podem prosperar em água salgada, mas a grande maioria das plantas superiores e a maioria dos insetos, anfíbios, répteis, mamíferos e pássaros precisam de água doce para sobreviver.
A água doce nem sempre é água potável, ou seja, água própria para o consumo humano. Grande parte da água doce da Terra (superficial e subterrânea) é, em grau substancial, imprópria para consumo humano sem algum tratamento. A água doce pode ser facilmente poluída por atividades humanas ou devido a processos naturais, como a erosão. A água doce representa menos de 3% dos recursos hídricos do mundo, e apenas 1% está prontamente disponível. Apenas 3% dele é extraído para consumo humano. A agricultura utiliza cerca de dois terços de toda a água doce extraída do meio ambiente.
A água doce é um recurso natural renovável e variável, mas finito. A água doce é reabastecida por meio do processo do ciclo natural da água, no qual a água dos mares, lagos, florestas, terra, rios e reservatórios evapora, forma nuvens e retorna para o interior como precipitação. Localmente, no entanto, se mais água doce for consumida por meio de atividades humanas do que naturalmente restaurada, isso pode resultar na redução da disponibilidade de água doce (ou escassez de água) de fontes superficiais e subterrâneas e pode causar sérios danos aos ambientes circundantes e associados. A poluição da água também reduz a disponibilidade de água potável.

## Definições

### Definição numérica
Água doce pode ser definida como água com menos de 500 partes por milhão (ppm) de sais dissolvidos.
Outras fontes fornecem limites superiores de salinidade para água doce, por exemplo, 1 000 ppm ou 3 000 ppm.

### Sistemas
Os habitats de água doce são classificados como sistemas lênticos, que são as águas paradas, incluindo lagoas, lagos, pântanos e lamaçais; lóticos, que são sistemas de água corrente; ou águas subterrâneas que fluem em rochas e aqüíferos. Existe, além disso, uma zona que faz a ponte entre as águas subterrâneas e os sistemas lóticos, que é a zona hiporreica, que está subjacente a muitos rios maiores e pode conter substancialmente mais água do que a vista no canal aberto. Também pode estar em contato direto com a água subterrânea subjacente.

## Distribuição da água doce na Terra
No planeta, de toda a água existente cerca de 97% é água salgada. A água doce representa 2,5%-2,75% de toda a água da Terra, estando em rios, lagos, aquíferos e vapor.

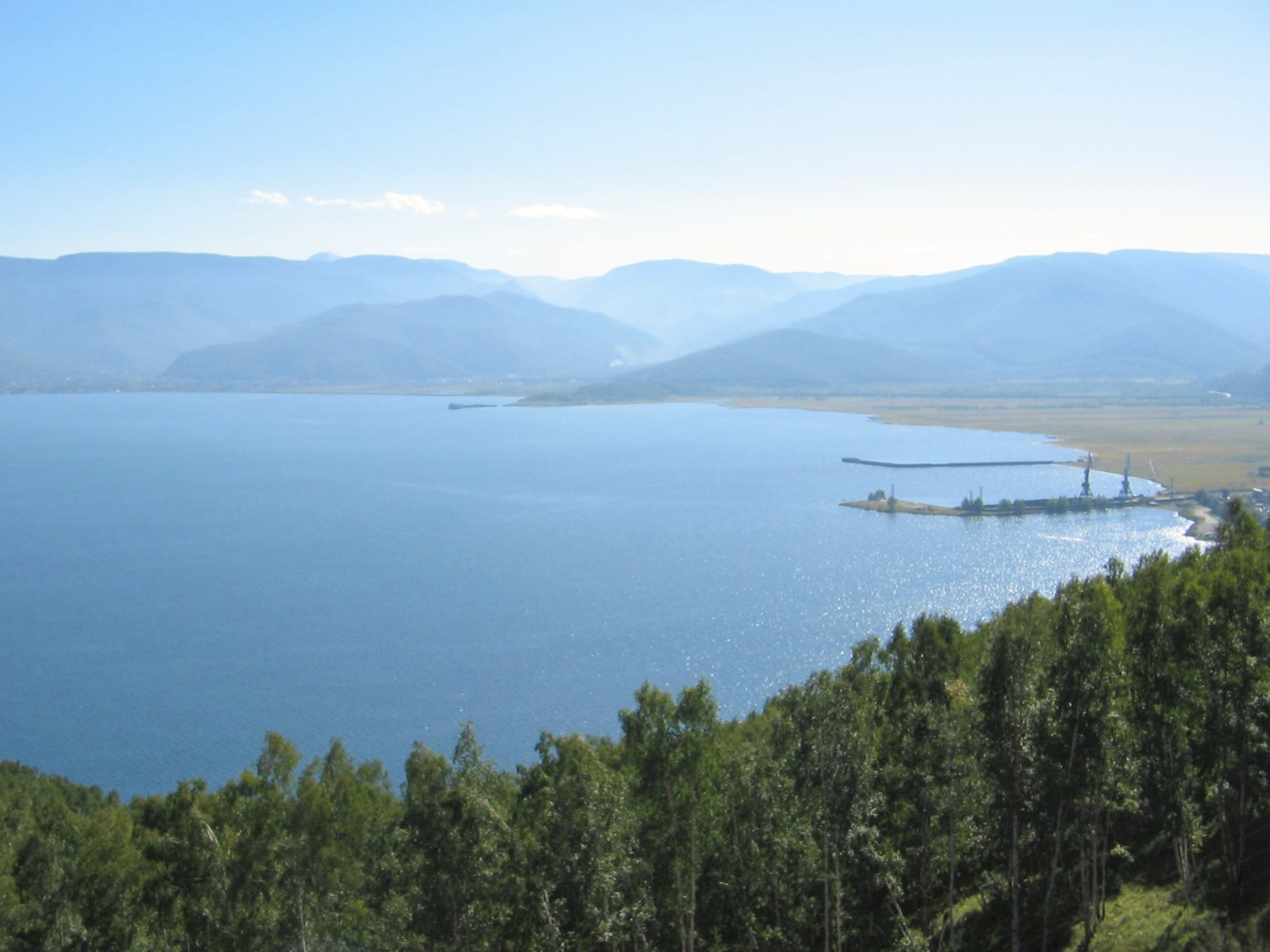
O Lago Baikal, na Sibéria é o lago com o maior volume de água doce do planeta.

A água doce distribui-se desta forma:
- Gelos e geleiras — 77,39%
- Águas subterrâneas — 22,03%
- Água superficial, incluindo lagos, rios, pântanos e represas — 0,37%
- Humidade do solo — 0,18%
- Vapor atmosférico — 0,03%

As águas dos lagos, rios, represas e as águas subterrâneas são consideradas "água disponível para consumo humano", correspondentes a 22,4% do total da água doce existente na Terra. Dessa água doce disponível, as águas subterrâneas correspondem a cerca de 97~98%, e os rios e lagos correspondem a 2% apenas. A "água disponível para consumo humano" não é necessariamente água potável (ou própria para beber).

## Ciclo da água
A água doce é procedente de um processo de precipitação (chuva, granizo, neve) ou do degelo de geleiras. O processo de evaporação, queda e consumo de água é conhecido por ciclo da água. Todos os seres vivos precisam de água para viver. Está presente em todas as células e cada ser precisa duma certa quantidade, variando para cada espécie. Os seres vivos libertam água ao transpirar e respirar.
A água dos oceanos ao evaporar, deixa ficar o sal para trás. A água volta a cair na forma de chuva, infiltrando-se nos vários recursos hídricos e infiltrando-se no solo, formando os aquíferos.

## Usos
A água tem variados usos para os humanos. É essencial para a vida: as células humanas são formadas por 70% de água. As perdas de água são repostas diariamente, para manter o equilíbrio.
É usada para cozinhar e para limpeza. O uso da água é indispensável na agricultura e também em várias indústrias. Trata-se portanto dum bem precioso.

## Recurso limitado
Apesar de grande parte do planeta ser formado por água, apenas uma pequena parte serve para consumo. A água doce está presente nos vários recursos hídricos e na atmosfera. A quantidade existente no planeta é constante. A água passa pelo ciclo da água, passando por diversas fases.
Consoante a quantidade de chuva, existem áreas com mais água do que outras. A poluição dos rios causada pela atividade humana, reduz a quantidade disponível para consumo.